# 애번데일 윌리엄스
애번데일 윌리엄스(영어: Avondale Williams, 1977년 10월 10일 ~ )는 영국령 버진아일랜드의 전 축구 선수이자 축구 감독이다.